# Leopold Tyrmand
Leopold Tyrmand (Varsovia, Polonia; 16 de mayo de 1920-Fort Myers, Florida, Estados Unidos; 19 de marzo de 1985). Escritor, columnista y editor estadounidense de origen polaco.
Tyrmand emigró de Polonia a Estados Unidos en 1966, donde contrajo nupcias con la estadounidense Mary Ellen Fox 5 años después. Publicó en The New York Times y The New Yorker, y también colaboró como editor en jefe de Chronicles of Culture, publicación mensual crítica de regímenes comunistas. Falleció a sus 64 años a causa de un infarto al corazón residiendo en Florida.

## Vida

### Juventud
Leopold Tyrmand nació en el seno de una familia secular judía asimilada de Varsovia, hijo de Mieczyslaw Tyrmand y Maryla Oliwenstein. Su padre poseía un negocio mayorista de cuero.
Su abuelo paterno, Zelman Tyrmand, fue un rabino que formó parte del consejo administrativo de la sinagoga de Nożyk.
Tyrmand completó estudios en un instituto de Varsovia, para luego pasar a París con la finalidad de cursar estudios en arquitectura en la Escuela de Bellas Artes. Durante su estancia en París, Tyrmand se familiarizó con la cultura de Europa occidental y el jazz, género musical al cual se volvería aficionado.

### Segunda Guerra Mundial
Tyrmand se encontraba de vacaciones en Varsovia cuando estalló la Guerra, por lo que interrumpió estudios y realizó algunos trabajos de contrabando en el área del Bug Occidental ayudando a personas a cruzar de la Alemania nazi a la Rusia Bolchevique.
Posteriormente, Tyrmand logró huir a Vilna en calidad de refugiado, y luego de la ocupación rusa de 1940, comenzó a trabajar con medios locales, más notablemente con Prawda Komsomolska, un medio propagandístico soviético. Durante este periodo conoció al periodista polaco Andrzej Miłosz (hermano del escritor polaco Czesław Miłosz). En ese entonces Andrzej Miłosz colaboraba con Armia Krajowa (un movimiento de Resistencia polaca), y le reprochó a Tyrmand el escribir para un medio de propaganda rusa.
En 1941 Tyrmand fue arrestado por el Comisariado para asuntos internos y condenado a 8 años de prisión por su relación con movimientos independentistas polacos. No obstante, la sentencia no se llevó a cabo debido a la invasión alemana a Rusia en junio de ese año, y en medio de esta situación, Tyrmand logró escapar a Rusia para luego regresar a Vilna fingiendo ser un ciudadano francés.
Posteriormente, Tyrmand se movilizó a Alemania con documentación falsa, y durante un tiempo sobrevivió trabajando como mesero. Finalmente logró enlistarse como marinero en un barco alemán en un intento de llegar a la Suecia neutral, pero fue detenido en el puerto noruego de Stavanger y luego de un intento de escape frustrado, fue enviado al campo de concentración de Grini, donde logró sobrevivir hasta el final de la guerra.

#### Familia
En cuanto a su familia durante la Gran guerra, el padre de Tyrmand fue enviado al campo de concentración de Majdanek, donde posteriormente fue asesinado. Además de su padre, Tyrmand perdió a toda su familia en la guerra a excepción de su madre y un tío.
Aunque su madre sobrevivió la guerra, ella perdió el resto de toda su familia en el Gueto de Varsovia conservando solo a su hijo, Leopold. Finalmente, su madre emigró a Israel.

### Posguerra y vida en Polonia
Luego de la guerra, Tyrmand permaneció en Noruega por un año en el que trabajó para la Cruz Roja de ese país y comenzó su carrera en periodismo como corresponsal. En abril de 1946 regresó a Varsovia, donde comenzó a trabajar con medios y en 1948 publicó una colección de cuentos: Hotel Ansgar.

#### Censura
En 1950, durante lo años del estalinismo, Tyrmand fue removido de su puesto en la revista Przekrój luego de una reseña de un torneo del box en la que criticó la parcialidad prorrusa de los jueces. En dicho torneo, las decisiones de los jueces habían sido tan injustas que levantaron protestas que fueron recibidas con intervención policíaca.
Con ayuda de un amigo, Stefan Kisielewski, Tyrmand fundó Tygodnik Powszechny, una publicación de orientación católica. No obstante, en marzo de 1953, el medio se negó a publicar un obituario por la muerte de Stalin con un mensaje de pésame y el gobierno lo cerró. Posteriormente el gobierno pasó la administración de Tygodnik Powszechny a una agrupación católica controlada por el estado.

#### Dziennik 1954
En 1954 Tyrmand comenzó un diario debido la frustración por la inactividad laboral forzada. Dicho diario recuenta el primer trimestre de 1954 y posteriormente fue editado para finalmente ser publicado en 1980 con el título de "Dziennik 1954".
Aunque popularmente Tyrmand es percibido como un oponente abierto del comunismo y el socialismo, y el libro como una crítica a estos sistemas; el diario hace poca referencia o mención sobre política, enfocándose en una condena sarcástica de la sociedad, con duros juicios sobre la escena cultural de la época, comentarios sobre el retraso cultural y económico de la Polonia estalisnista, y que de paso no escatima en descripciones de las relaciones amorosas del autor.
En marzo de 2014 el libro fue traducido al inglés como Diary 1954 (Diario 1954) y es considerado uno de sus mejores trabajos.

#### Despegue de carrera como autor
En abril de 1954 Tyrmand descontinuo el trabajo en Dziennik 1954 luego de ser comisionado para escribir un libro que titularía "Zły" (traducción literal: Mal o Malvado). Posteriormente, el libro fue traducido y editado en inglés como "The Man With White Eyes". (traducción literal: El hombre de ojos blancos)
Publicado en 1955, Zły es una novela de crimen ambientada en la Varsovia de comunista que rápidamente se convirtió en un superventas y fue considerado uno de los precursores de la literatura polaca moderna.
Posteriormente, Tyrmand publicaría la novela corta "Wędrówki i myśli porucznika Stukułki" (traducción literal: Viajes y pensamientos del teniente Stukułka) y la colección de historias cortas "Gorzki smak czekolady Lucullus". (traducción literal: El sabor amargo del chocolate Lucullus)

#### Escena jazzística polaca
Tyrmand fue un aficionado apasionado del jazz al punto que más allá de un género musical, consideraba al jazz como un «Weltanschauung». (Término alemán similar a cosmovisión)
También impulsó la escena del jazz en Polonia siendo uno de los principales organizadores de festivales de jazz, entre los que destaca la primera edición de Jazz Jamboree, un festival internacional de jazz en Polonia cuyo nombre acuñó el mismo Tyrmand, fue inaugurado en 1958 y sigue activo hoy en día como uno de los más importantes del país.

#### Matrimonios y salida de Polonia
En abril de 1955 Tyrmand se casó con la estudiante de arte Margaret Ruble-Żurowska, pero el matrimonio no duró mucho. Para 1957 había contraído un nuevo matrimonio con su segunda esposa, la diseñadora Barbara Hoff.
Pese al reconocimiento nacional, el periodo de 1957 a 1965 fue de crisis para el autor debido a más censura de parte del gobierno, siendo que Filip fue su último libro en ser editado en Polonia en 1961 pero solo después varios esfuerzos y retrasos. Luego de eso, el gobierno impidió la publicación de Siedem Dalekich Rejsów, (traducción literal: Siete viajes largos) así como reediciones de sus libros ya publicados.
En la primera mitad de la década de 1960, Tyrmand concluyó Życie Towarzyskie i Uczuciowe (traducción literal: [Una] Vida Social y Emocional) que (como algunas de sus obras anteriores) era crítica de la escena cultural polaca, pero en esta ocasión fue mucho más claro en su postura política y más directo sus señalamientos contra el régimen.
En 1965 Tyrmand pudo conseguir un pasaporte luego de que le fuera negado desde 1958. Posteriormente, salió de Polonia con la decisión de regresar o no al país dependiendo de si el gobierno polaco permitía o no la publicación de Życie Towarzyskie i Uczuciowe, cosa que finalmente no ocurrió.

### Migración y vida en Estados Unidos
Tyrmand emigró a Estados Unidos en 1966. En dicho país residió primero en Nueva York y luego en New Canaan, en Connecticut hasta 1971. Ese mismo año (1971) se casó con Mary Ellen Fox, una estudiante doctoral por la Universidad Yale.
Publicó regularmente en The New Yorker y The New York Times, y fue cofundador y vicepresidente The Rockford Institute, una fundación de orientación conservadora.

### Fallecimiento
Tyrmand falleció en marzo de 1985 en Fort Myers, Florida, a causa de un infarto al corazón. Contaba 64 años y le sobrevivieron su esposa, Mary Ellen Fox, y dos hijos: Rebecca y el columnista y analista Matthew Tyrmand.

## Obras

### Hotel Ansgar
Colección de cuentos de guerra publicada en 1948.

### Diary 1954
Diario 1954 (en polaco: Dziennik 1954) es una crónica semi autobiográfica que analiza la vida en la Polonia comunista y expone los absurdos y arbitrariedades económicos y culturales en una sociedad bajo un régimen respaldado por la Rusia soviética.
Aunque Tyrmand había dejado de lado el trabajo en el (que originalmente era un diario antes de ser editado como libro), lo retomó luego de que de que un medio independiente con el que colaboraba (Tygodnik Powszechny) fue obligado a cerrar por no publicar un obituario lamentado la muerte de Stalin.
Luego de unos meses, Tyrmand de nuevo dejó de lado el trabajo en el diario para enfocarse en escribir Zły.

### Zły
Publicado en 1955 y traducido al inglés como "The Man With White Eyes"; Zły es una novela de crimen con elementos de romance en la que el protagonista defiende a los débiles al luchar de manera anónima contra el crimen organizado de Varsovia.
La novela rompió duramente con el realismo socialista que dominaba en la época al mostrar que bajo la imagen oficial de Varsovia promovida por el gobierno, existía un mundo de crimen intocable por una policía ineficiente.
Zły se convirtió en el éxito de ventas más grande de Tyrmand y una de las novelas más exitosas en Polonia en la década de 1950, a tal punto que los ejemplares en venta se agotaron en cuestión de semanas y las copias del libro alcanzaron hasta 10 y 20 veces su valor de venta en el mercado negro.
Más tarde el libro se convirtió en un éxito internacional, en especial en los países del bloque soviético, y fue traducido en más 20 idiomas europeos.

### Siedem Dalekich Rejsów
Traducido y editado en inglés como "Seven Long Voyages", (traducción literal: Siete viajes largos) Siedem Dalekich Rejsów fue terminado a finales de la década de 1950.
En Polonia, el gobierno comunista evitó su publicación acusando al libro de «pornográfico y promover la iniciativa privada».

### Życie Towarzyskie i Uczuciowe
Traducido y editado en inglés como "Social and Emotional Life" (traducción literal: Vida Social y Emocional), Życie Towarzyskie i Uczuciowe fue terminado en la primera mitad de la década de 1960.
El libro es una «roman à clef», esto es, una obra con personajes ficticios que pueden ser fácilmente identificados como contrapartes de personas reales, en este caso, personajes de la escena cultural polaca de la época.
La novela es una crítica a la intelligentsia e intelectuales polacos, exponiéndolos como serviciales al régimen político.
Pese a que Tyrmand tenía aspiraciones de que este libro fuera su opus magnum, el gobierno evitó su publicación y aunque eventualmente fue publicada en París, pasó mayormente desapercibida en su época.

## Reconocimientos
El 25 de abril de 2019, el la cámara baja del parlamento polaco declaró el 2020 como el año de Leopold Tyrmand. El año fue seleccionado por ser el centenario del nacimiento del autor.